# 水城あやの
水城 あやの（みずき あやの、1977年6月27日 - ）は、セントラルジャパン所属のローカルタレント。血液型はA型。一児の母。

## 来歴
愛知県名古屋市守山区上志段味出身。
名古屋市立志段味東小学校、金城学院中学校・高等学校、金城学院大学卒業。
高校時代に硬式テニスでインターハイに出場している。大学時代は名古屋グランパスでウグイス嬢を務めた。その後リポーターとしてテレビ番組に出演したり、イベントのMCや司会をしている。
2007年に結婚する。2010年2月20日に第1子の長女を出産。
2014年10月から2020年まで愛知・岐阜・三重の地域情報誌『メナージュケリー』の読者モデルとして活動した。

## 人物
- 趣味：ゴルフのほか料理や骨盤体操、野球観戦で中日ドラゴンズの大ファン[1][3]。
- 特技：テニス。2023年10月からテニススクールに通っている。
- 好きなもの：ボーダー柄
- 家族：父、母、妹（4歳下[7]）がいる三姉妹[8]。結婚後は夫、娘が一人。保護猫の姉妹（2019年～）が2匹いる。

## エピソード
- 実家は製麺所。2008年から瀬戸市でうどん店を営んでいる[9][10][11]。
- 小学生の頃に実家ではファーストフードが禁止だったが、年に2回だけケンタッキー・フライド・チキンを親に買ってもらった[12]。
- 岐阜放送の社員（元アナウンサー）である高木恵子は以前からの知り合いであるが、妹の同級生[7]。

## 出演

### テレビ番組
- CINEMA★KING 映画王（東海テレビ）
- みの・ひだ! （岐阜放送）
- 夕がた屋テ! （岐阜放送、月曜 - 水曜アシスタント）
- まるっと万博（CBCテレビ）
- IMPACT （CBCテレビ、シネマナビゲーター）
- ぴーかんテレビ（東海テレビ、リポーター）
- なるほどプレゼンター!花咲かタイムズ（CBCテレビ、NTTドコモインフォマーシャル担当）
- 情報パレッと! （中京テレビ）
- "PUSH!" （中京テレビ）
- ぎふオンライン（岐阜放送）
- NEWS 5 PLUS （岐阜放送、金曜中継リポーター）
- 3時のつボッ! 〜ナゴヤ応援TV〜（2011年4月 - 2012年3月、テレビ愛知、火曜プレゼンター → 水曜プレゼンター）
- 山浦ひさしのトコトン!1スタ（2012年5月 - 2012年7月、テレビ愛知、「トコトン!ツウ」担当）
- ゴゴスマ -GO GO!Smile!- （2013年4月 - 2019年3月29日 、CBCテレビ）中京圏ローカル時間帯のみ
- アマチンアワー どえりゃ〜なごや（スターキャットチャンネル、どえりゃ〜リポーター）
- チャント!（2019年4月 - 、CBCテレビ） - リポーター

### ラジオ番組
- ON THE BEAT（FM AICHI）
- SUNNY（Radio NEO、2017年2月1日 - 2018年3月28日）
- JA BANK Presents MUSIC OF MY HEART（FM三重、2017年4月1日 -  2019年9月28日）
- MUSIC GARAGE from NTP-ark（Radio NEO、2020年1月1日 - 3月25日【水曜パーソナリティ】）
- MORNING BREEZE（FM AICHI、【月-水パーソナリティ】2020年3月30日 -  ）